# Магдалена фон Бранденбург (1460 – 1496)
Вижте пояснителната страница за други личности с името Магдалена фон Бранденбург.
Магдалена фон Бранденбург (на немски: Magdalena von Brandenburg, * 1460 в Тангермюнде, † 17 юни 1496 в замък Хоенцолерн) е принцеса от Бранденбург и чрез женитба графиня на Хоенцолерн.
Тя е единственото дете на маркграф Фридрих III фон Бранденбург (1424–1463) от род Хоенцолерн и съпругата му Агнес от Померания (1436–1512), дъщеря на херцог Барним VIII от Померания.
Магдалена се омъжва на 17 юни 1482 г. в двореца в Берлин за граф Айтел Фридрих II фон Хоенцолерн (1452–1512).
Магдалена е погребана в католическата манастирска църква Св. Якоб в Хехинген.

## Деца
Магдалена и граф Айтел Фридрих II фон Хоенцолерн имат децата:
- Франц Волфганг (1483/84 – 1517), граф на Хайгерлох, ∞ ок. 1503 принцеса Розина фон Баден (1487 – 1554)
- Ванделберта фон Хоенцолерн (ок. 1484 – 1551), ∞ на 15 март 1507 г. Албрехт III фон Хоенлое-Нойенщайн († 1551)
- Йоахим (1485/86 – 1538), ∞ 1513 Анастасия фон Щофелн († 1530)
- Мария Салома (1488 – 1548), ∞ на 15 март 1507 г. в Ротенбург на Некар граф Лудвиг XV фон Йотинген († 1557)
- Айтел Фридрих III (1494 – 1525), граф на Хоенцолерн, ∞ 1515 Йохана фон Витхем († 1544)
- Анна (1496 – 1530), монахиня